# Сакапала
Сакапа́ла (исп. Zacapala) — посёлок в Мексике, в штате Пуэбла, входит в состав одноименного муниципалитета и является его административным центром. Численность населения, по данным переписи 2020 года, составила 1182 человека.

## Общие сведения
Название Zacapala с языка науатль можно перевести как: гниющая кукурузная солома.
Поселение было основано в IX веке племенами миштеков и пополоков.
В 1700 году была построена церковь Святого Хуана Евангелиста.
В 1842 году появился церковный архив поселения.
Сакапала расположена в 100 км к югу от столицы штата, города Пуэбла-де-Сарагоса, по региональным автодорогам.

## Население
| Год  | Численность | Численность |
| ---- | ----------- | ----------- |
| 2000 | 1244        | [ 7 ]       |
| 2010 | 1071        | [ 8 ]       |
| 2020 | 1182        | [ 9 ]       |